# Heterogonium alderwereltii
Heterogonium alderwereltii är en ormbunkeart som beskrevs av Holtt. Heterogonium alderwereltii ingår i släktet Heterogonium och familjen Tectariaceae. Inga underarter finns listade.